# Sklerotiorin
Sklerotiorin je azafilonski pigment iz plesni Penicillium glabrum s protimikrobnimi lastnostmi. Sklerotiorin je inhibitor aldoza reduktaze (IC50 = 0,4 μM) in potencialni reverzni inhibitor lipoksigenaze (IC50 = 4,2 μM)
.